# Cēsis (novads)
Cēsis est un novads de Lettonie, situé dans la région de Vidzeme. En 2009, sa population est de 19 977 habitants.